# Kavimba
Kavimba è un villaggio del Botswana situato nel distretto Nordoccidentale, sottodistretto di Chobe. Il villaggio, secondo il censimento del 2011, conta 549 abitanti.

## Località
Nel territorio del villaggio sono presenti le seguenti 5 località:
- Kavimba Police Camp(Lungara) di 5 abitanti,
- Legotlhwana di 28 abitanti,
- Matlhabanelo di 2 abitanti,
- Ngoma BDF Camp di 38 abitanti,
- Seriba di 30 abitanti